# مارتن بريدسون

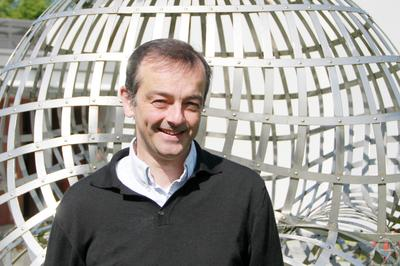
مارتن بريدسون

مارتن روبرت بريدسون (بالإنجليزية: Martin Robert Bridson)‏ هو عالم رياضيات ماني وأستاذ الرياضيات البحتة في جامعة أوكسفورد وزميل في كلية مغدلين. وهو متخصص في الهندسة، الطوبولوجيا، ونظرية الزمر، وقد اشتهر بريدسون بعمله في نظرية الزمر الهندسية. وكان محاضرا في المؤتمر الدولي للرياضيات عام 2006.
ولد بريدسون في جزيرة مان. وتلقى تعليمه في سانت نينيان الثانوية بدوغلاس، ثم كلية هيرتفورد بجامعة أكسفورد، وجامعة كورنيل، وقد حصل على الماجستير من جامعة أوكسفورد (1986)، والماستر في العلوم (1988) والدكتوراة (1991) من جامعة كورنيل. وسبق له أن قام بالتدريس في كل من جامعة برينستون، جامعة جنيف وكلية لندن الإمبراطورية.

## الأوسمة والجوائز
- في 2016 انتخب زميلا في الجمعية الملكية.[10]
- في 2014 أصبح زميلا في الجمعية الرياضياتية الأمريكية.[11]
- في 1999 حاز على جائزة وايتهيد.